# 白云街道 (宁波市)
白云街道是中国浙江省宁波市海曙区下辖的一个街道办事处。因白云庄而得名:182。

## 历史
唐长庆元年（821年）属明州，明、清属清道乡横山里，1935年属鄞县南郊镇、西郊镇，1950年属夏禹乡，1956年属南郊乡，1958年属甬江人民公社南郊管理区，1978年属郊区办事处西郊人民公社，1983年属西郊乡，1984年改属海曙区，1996年8月划西郊乡联丰村、前丰村、姚丰村、甬丰村部分、望春桥村部分设立白云街道:182:417。

## 行政区划
白云街道下辖以下地区：
云乐社区、南雅社区、联南社区、牡丹社区、云丰社区、联北社区、宝善社区、安泰社区、白云庄社区、安丰社区、丽雅社区、春悦社区、曙悦社区

## 交通
联丰路与环城西路在白云街道成十字交叉，为辖区的主要道路。宁波轨道交通1号线在辖区北面设泽民站。